# کوتماله
کوتماله (به لاتین: Kotmale) یک منطقهٔ مسکونی در سری‌لانکا است که در ناحیه نووارا الییا واقع شده‌است. کوتماله ۲۲۵ کیلومتر مربع مساحت و ۱۰۷٬۵۲۳ نفر جمعیت دارد.